# Naticidae
Famille
Synonymes
- Globisininae
- Naticinae Forbes, 1838
- Polinicinae J. E. Gray, 1847
- Sininae Woodring, 1928

Les Naticidae sont une famille de mollusques carnassiers de la classe des gastéropodes, et de l'ordre des Littorinimorpha.

## Historique
La description de la famille des Naticidae par le révérend Lansdowne Guilding (1797-1831) est publiée en 1834,.

## Synonymes
- Globisininae[3]
- Naticinae Forbes, 1838[3]
- Polinicinae J. E. Gray, 1847[3]
- Sininae Woodring, 1928[3]

## Description et caractéristiques
C'est un genre relativement vaste, comportant plus de 250 espèces dans le monde, dans toutes les mers des pôles aux tropiques (où la famille atteint son maximum de diversité).
On trouve ces mollusques sur les fonds meubles et sableux, car ils chassent des animaux fouisseurs (notamment des bivalves). Relativement voraces, ils sont capables d'attaquer presque n'importe quel animal benthique plus petit qu'eux (notamment mollusques et crustacés), y compris d'autres membres de leur famille. Leur mode de chasse passe par l'immobilisation de la proie et le percement de la coquille, puis la pénétration du trou par le proboscis pour dévorer les chairs.
Suivant les espèces, ils peuvent vivre de la surface à plusieurs milliers de mètres de profondeur.
Souvent, leur manteau peut recouvrir une grande partie de la coquille.
Ce groupe semble être apparu entre la fin du Trias et le début du Jurassique.
En anglais, ces animaux sont appelés « moon snails ».

## Liste des genres
Selon World Register of Marine Species (2 décembre 2018) :
- genre Amauropsis Mörch, 1857
- genre Amauropsona Finlay & Marwick, 1937 †
- genre Benthobulbus McLean, 1995
- genre Bulbus T. Brown, 1839
- genre Calinaticina J. Q. Burch & Campbell, 1963
- genre Carinacca Marwick, 1924 †
- genre Cochlis Röding, 1798
- genre Conuber Finlay & Marwick, 1937
- genre Cryptonatica Dall, 1892
- genre Eunaticina P. Fischer, 1885
- genre Euspira Agassiz, 1837
- genre Falsilunatia Powell, 1951
- genre Friginatica Hedley, 1916
- genre Gennaeosinum Iredale, 1929
- genre Globisinum Marwick, 1924
- genre Glossaulax Pilsbry, 1929
- genre Haliotinella Souverbie, 1875
- genre Hypterita Woodring, 1957
- genre Kerguelenatica Powell, 1951
- genre Laguncula Benson, 1842
- genre Magnatica Marwick, 1924 †
- genre Mammilla Schumacher, 1817
- genre Maxwellinatica Beu & B. A. Marshall, 2011 †
- genre Microlinices Simone, 2014
- genre Natica Scopoli, 1777
- genre Naticarius Duméril, 1805
- genre Neverita Risso, 1826
- genre Notocochlis Powell, 1933
- genre Paratectonatica Azuma, 1961
- genre Payraudeautia Bucquoy, Dautzenberg & Dollfus, 1883
- genre Pliconacca Martin, 1914
- genre Polinella Marwick, 1931 †
- genre Polinices Montfort, 1810
- genre Proxiuber Powell, 1933
- genre Pseudopolinices Golikov & Sirenko, 1983
- genre Sigaretotrema Sacco, 1890 †
- genre Sigatica Meyer & Aldrich, 1886
- genre Sinuber Powell, 1951
- genre Sinum Röding, 1798
- genre Stigmaulax Mörch, 1852
- genre Tahunacca Maxwell, 1992 †
- genre Tanea Marwick, 1931
- genre Taniella Finlay & Marwick, 1937 †
- genre Tasmatica Finlay & Marwick, 1937
- genre Tectonatica Sacco, 1890
- genre Uberella Finlay, 1928

## Galerie

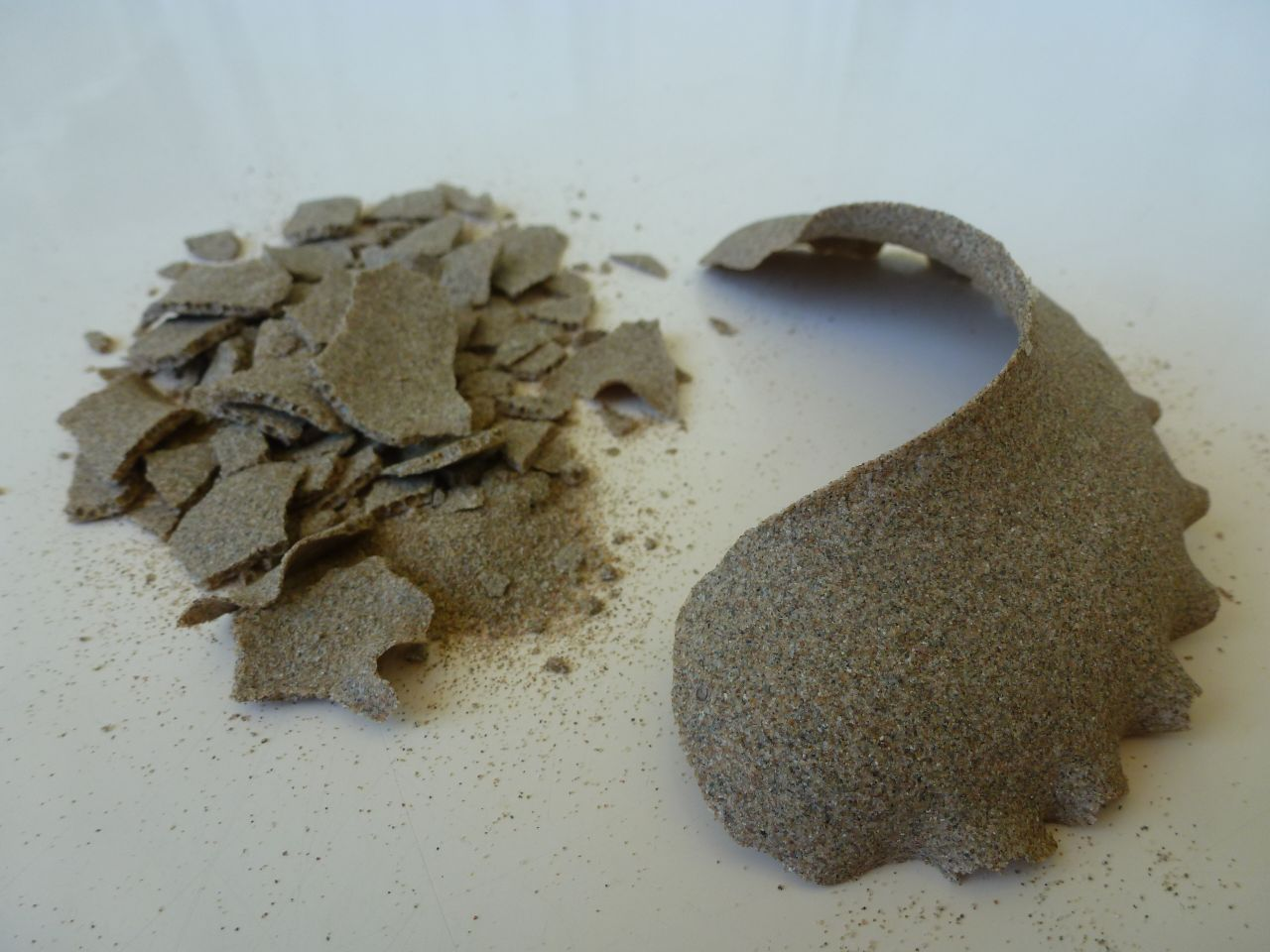
Les pontes de natices forment des rubans de sable aggloméré et enroulés

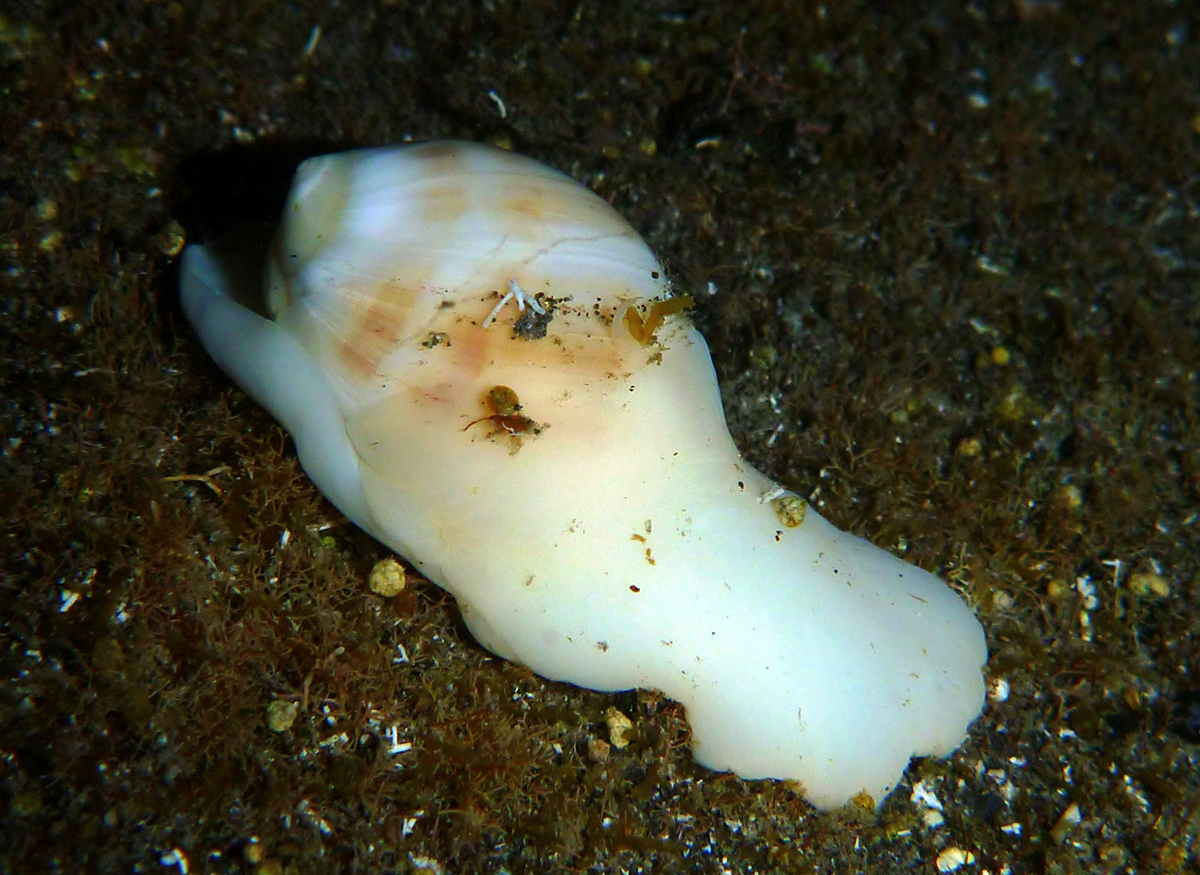
Mammilla melanostoma
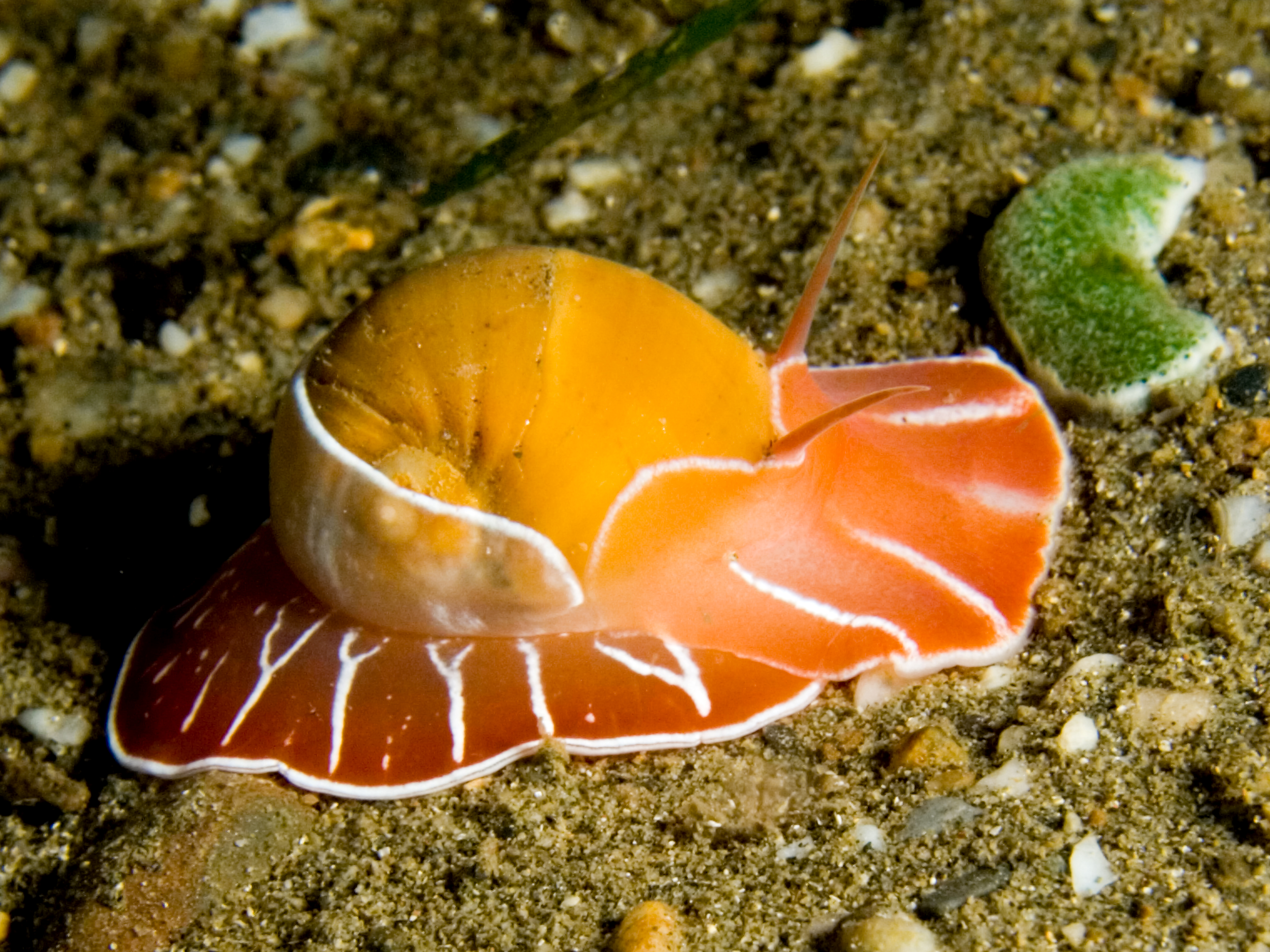
Naticarius orientalis
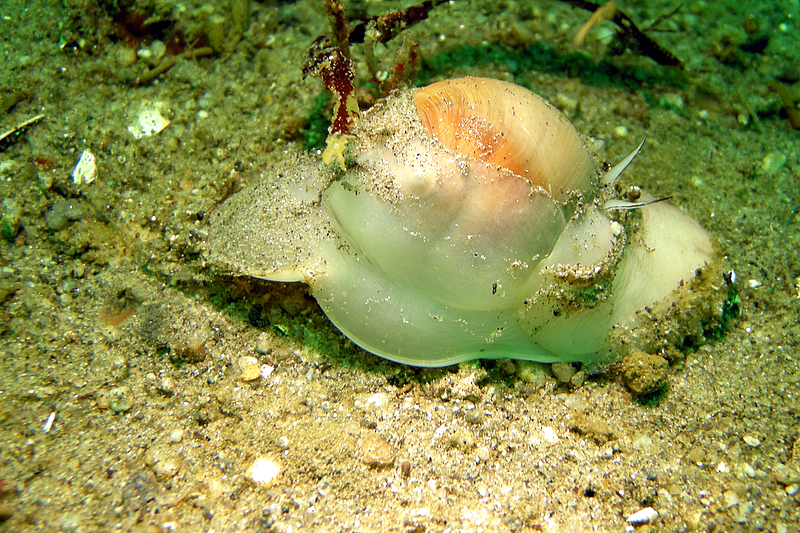
Neverita lewisii
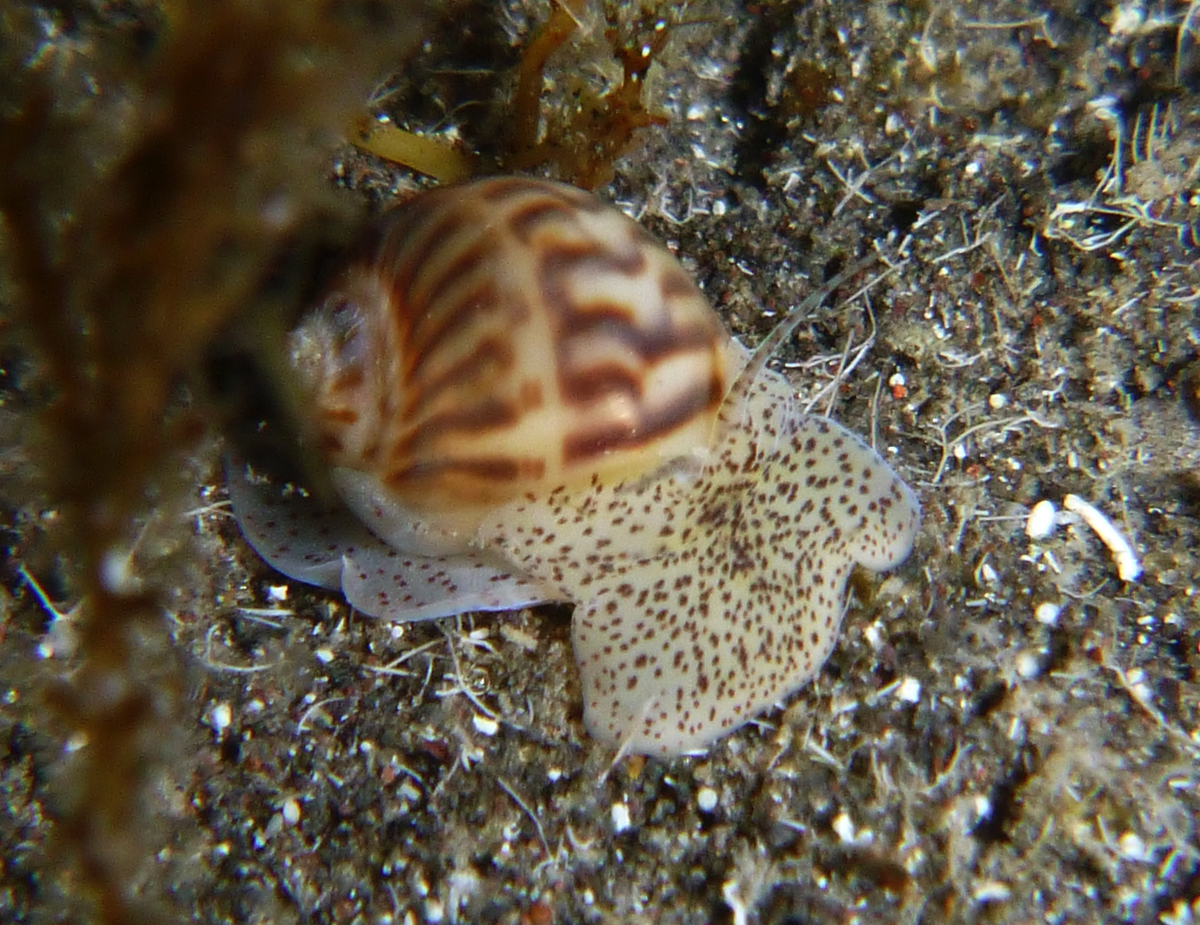
Notocochlis gualteriana
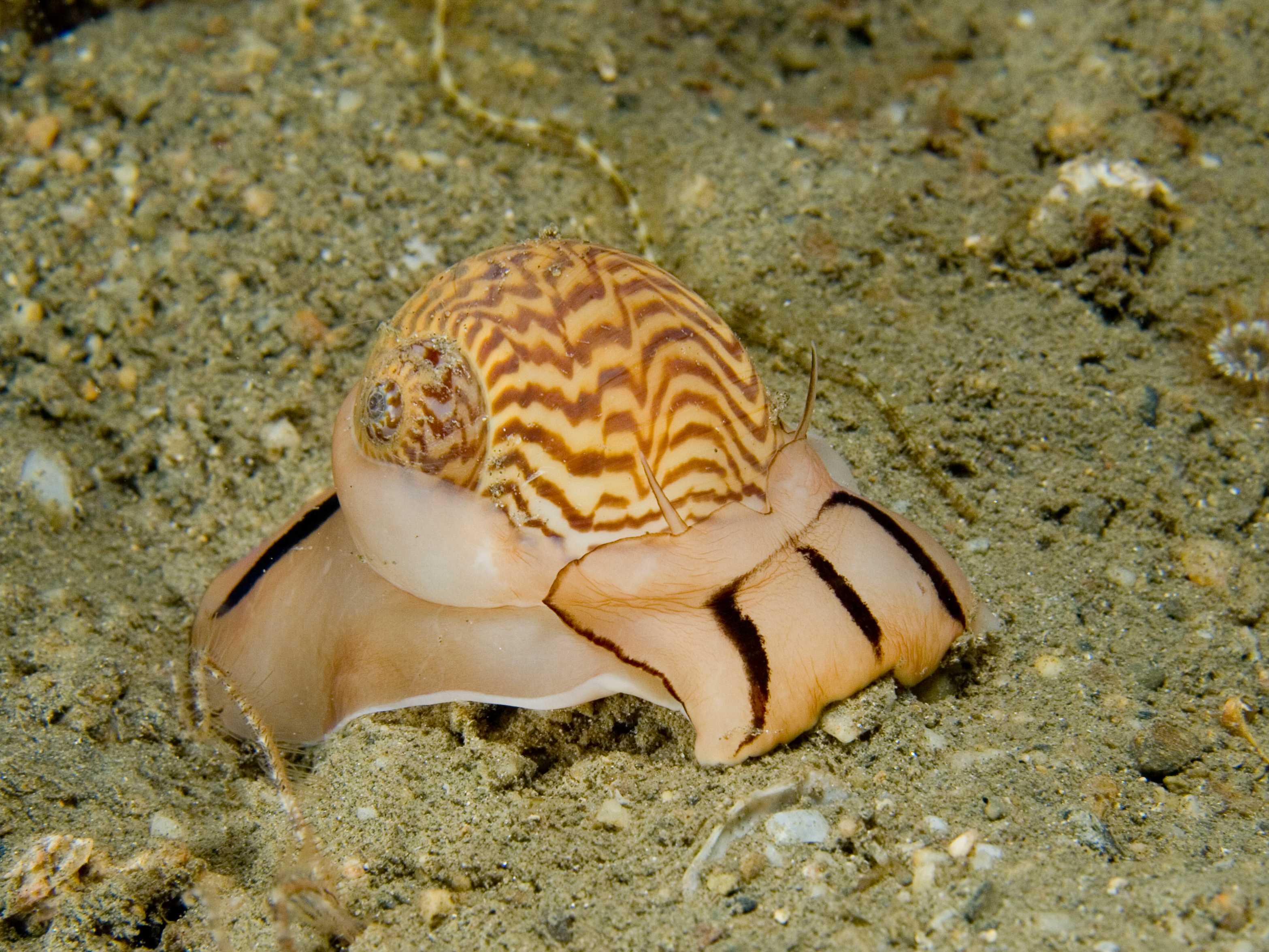
Tanea undulata
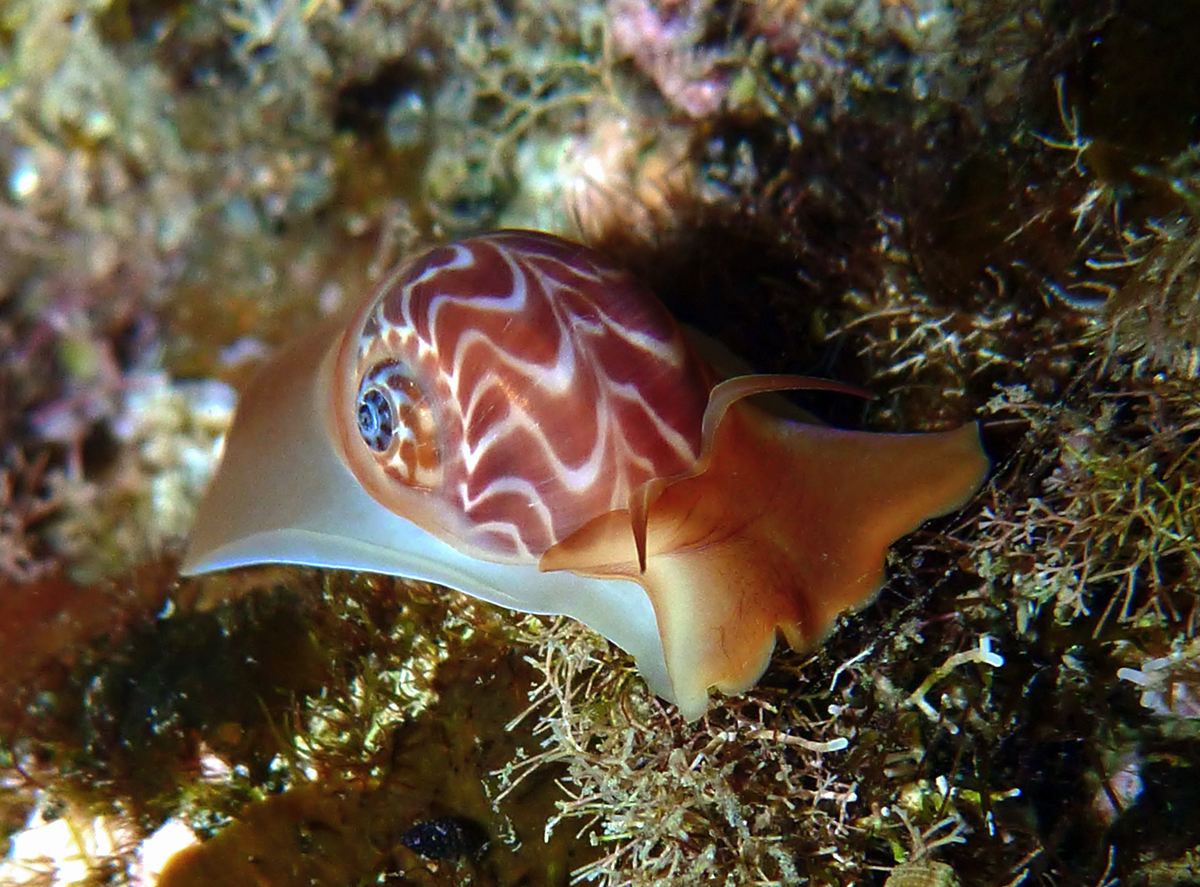
Tectonatica violacea
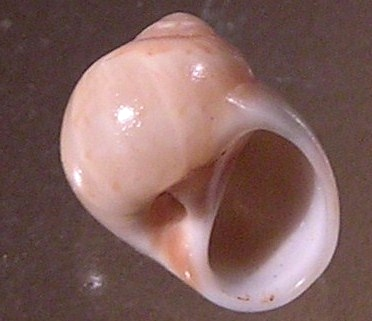
Eunaticina nitida
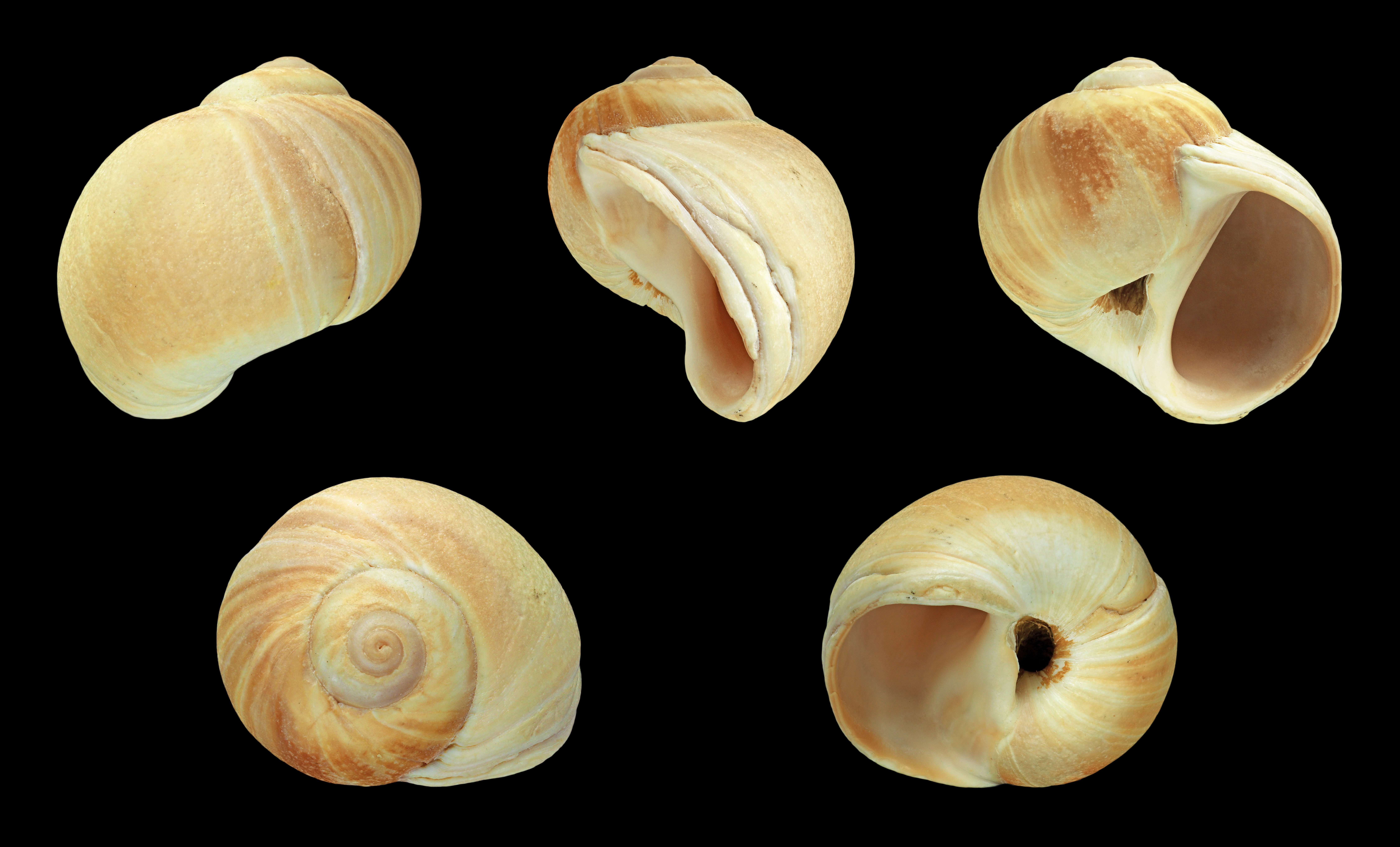
Euspira fusca
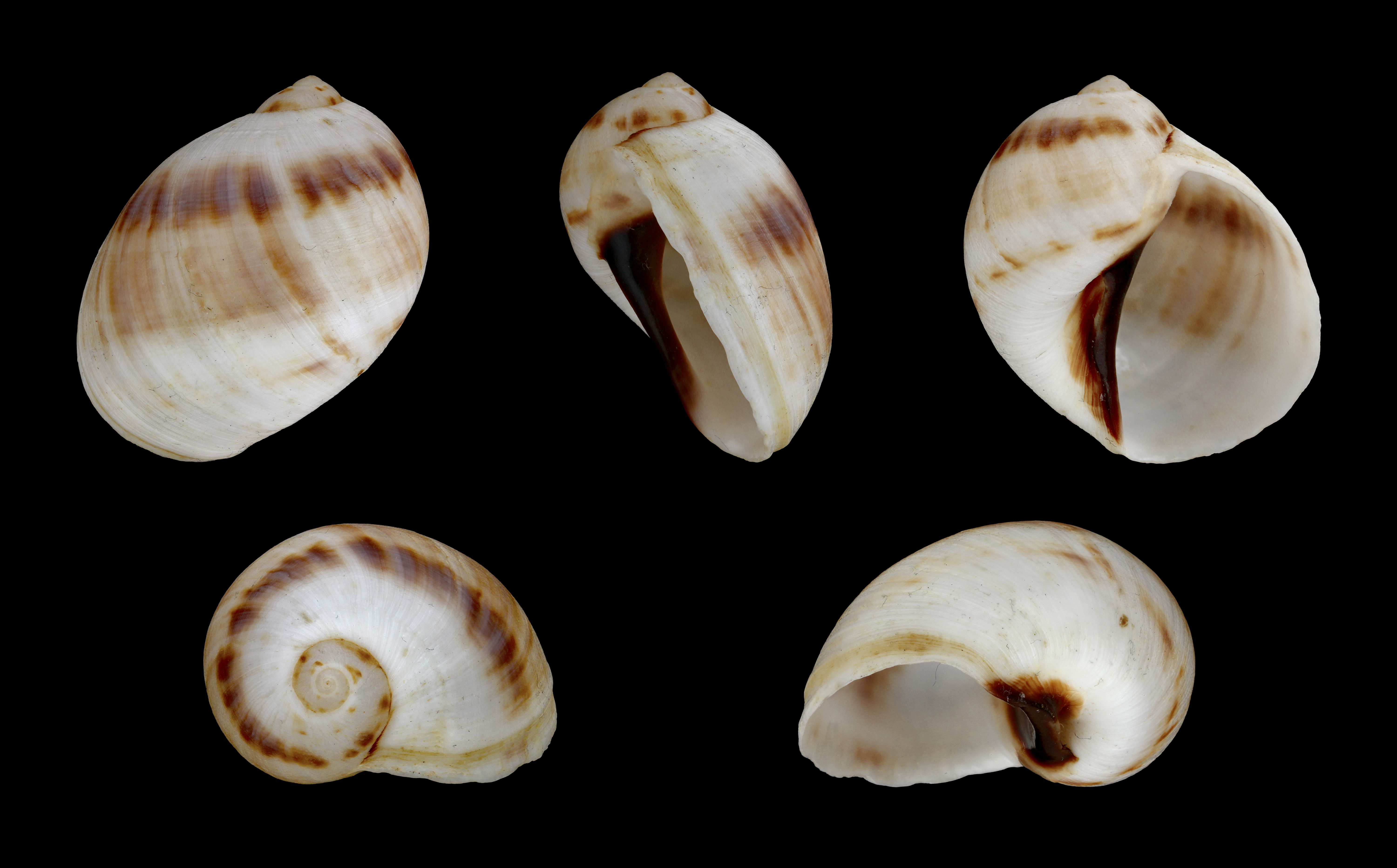
Mammilla sebae
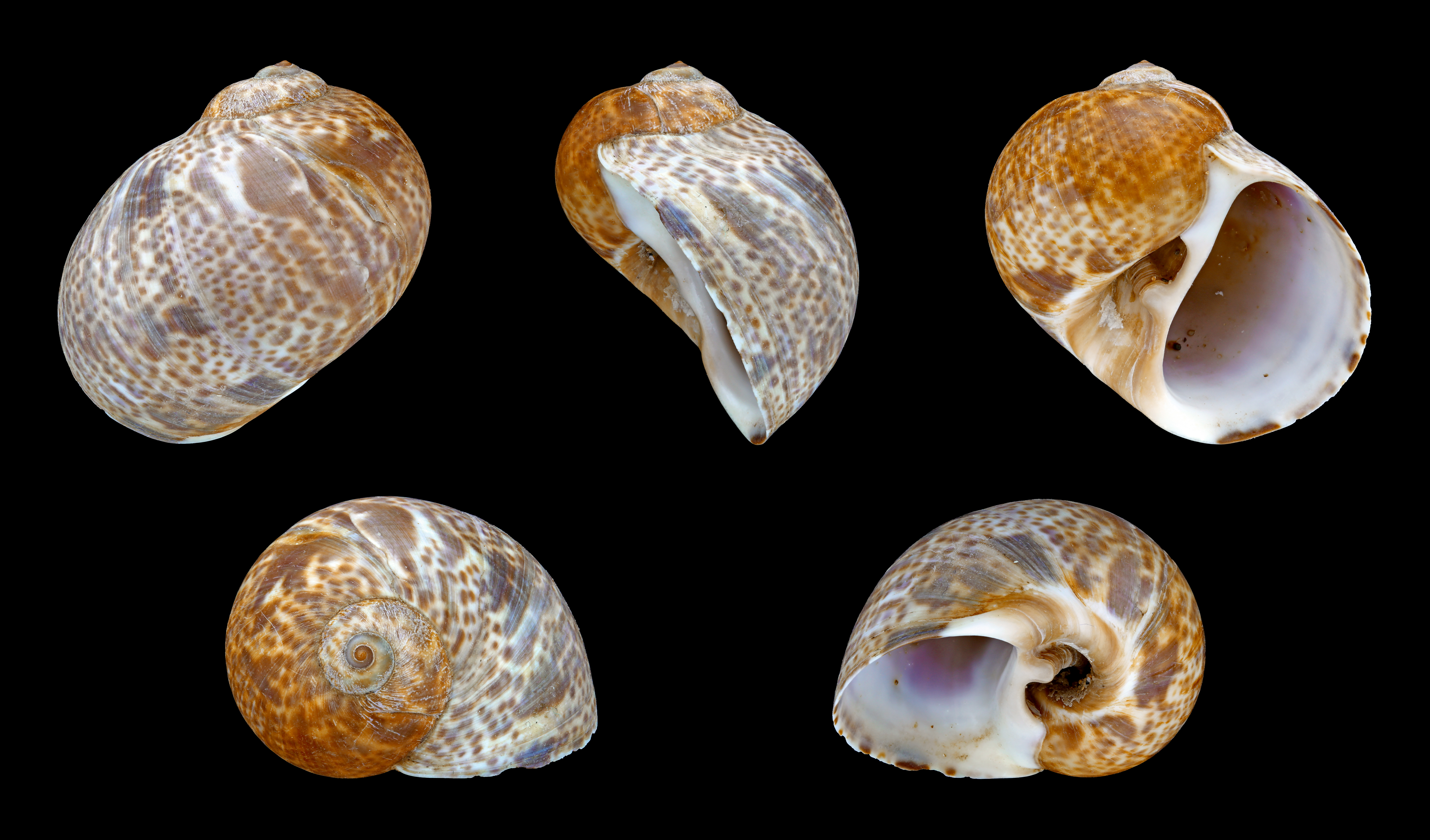
Natica hebraea
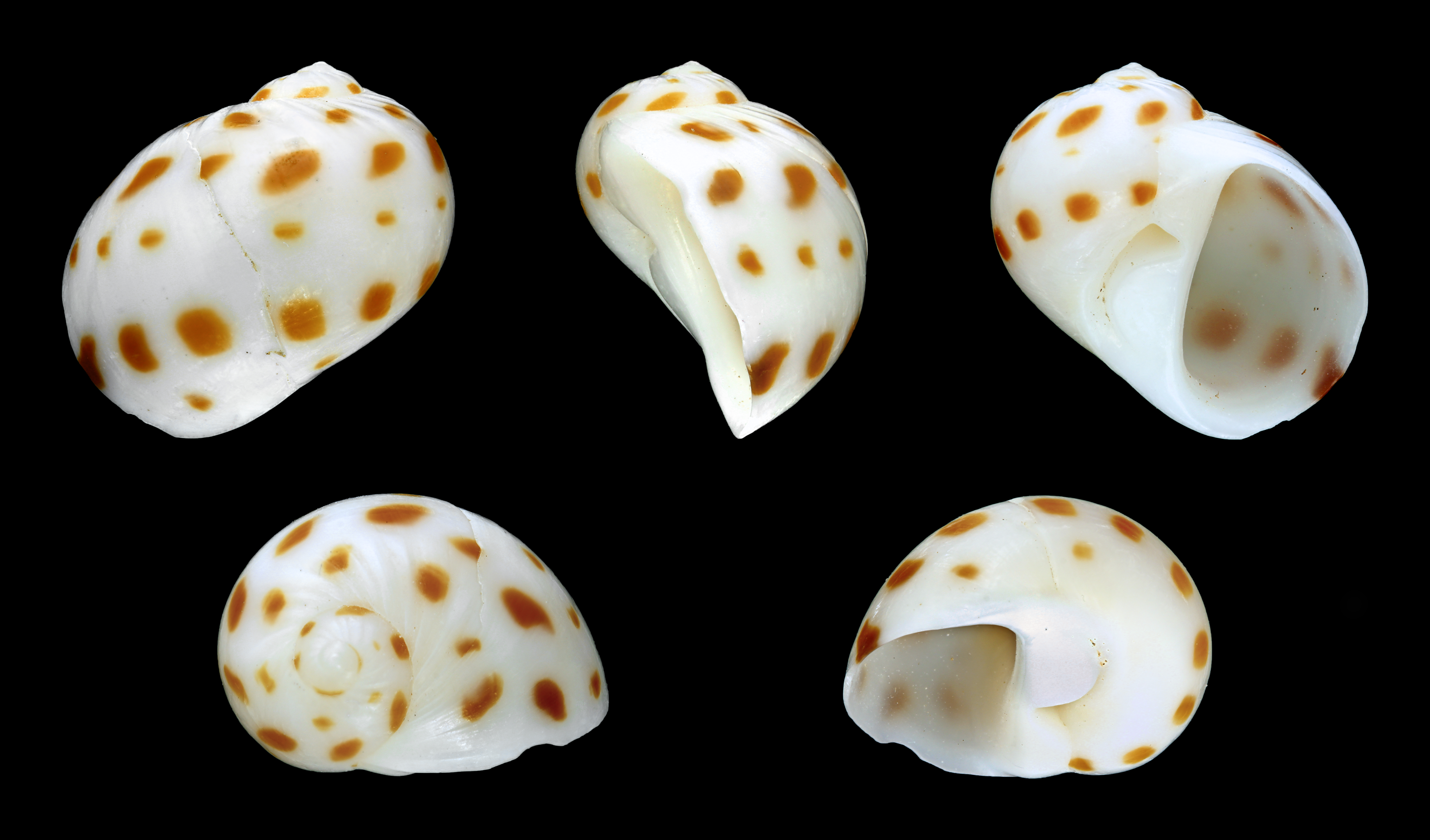
Naticarius onca
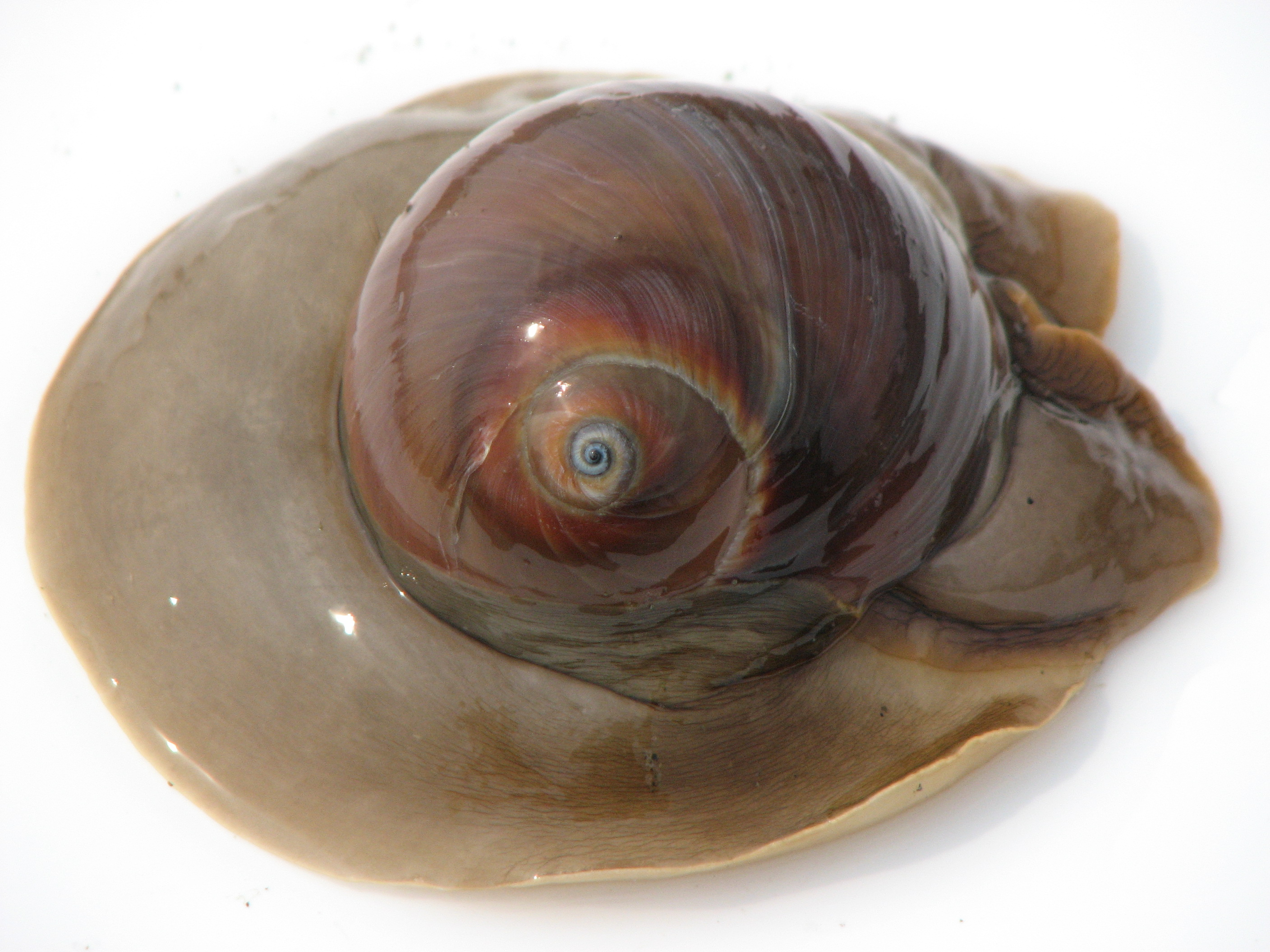
Neverita didyma
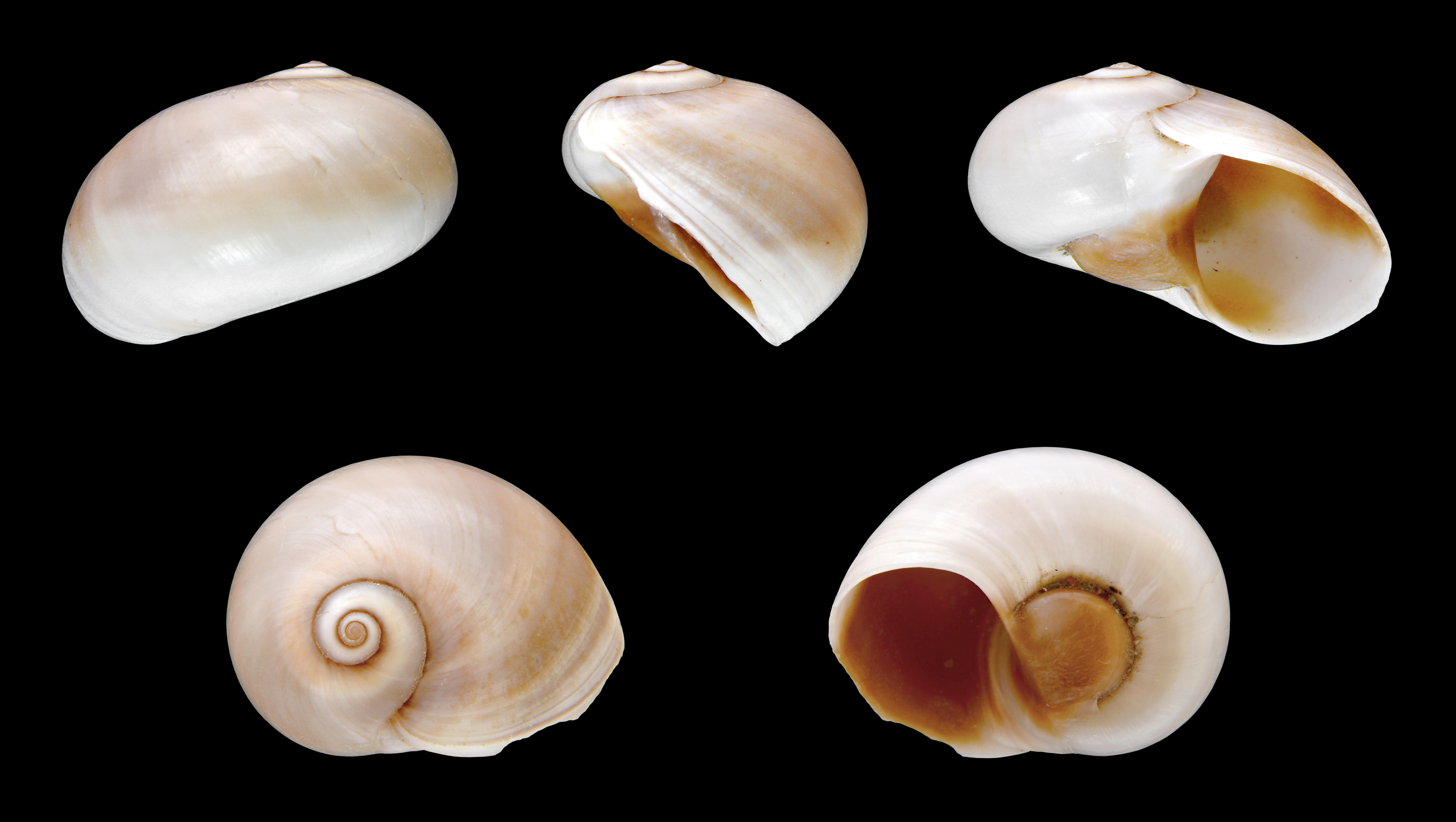
Neverita josephinia
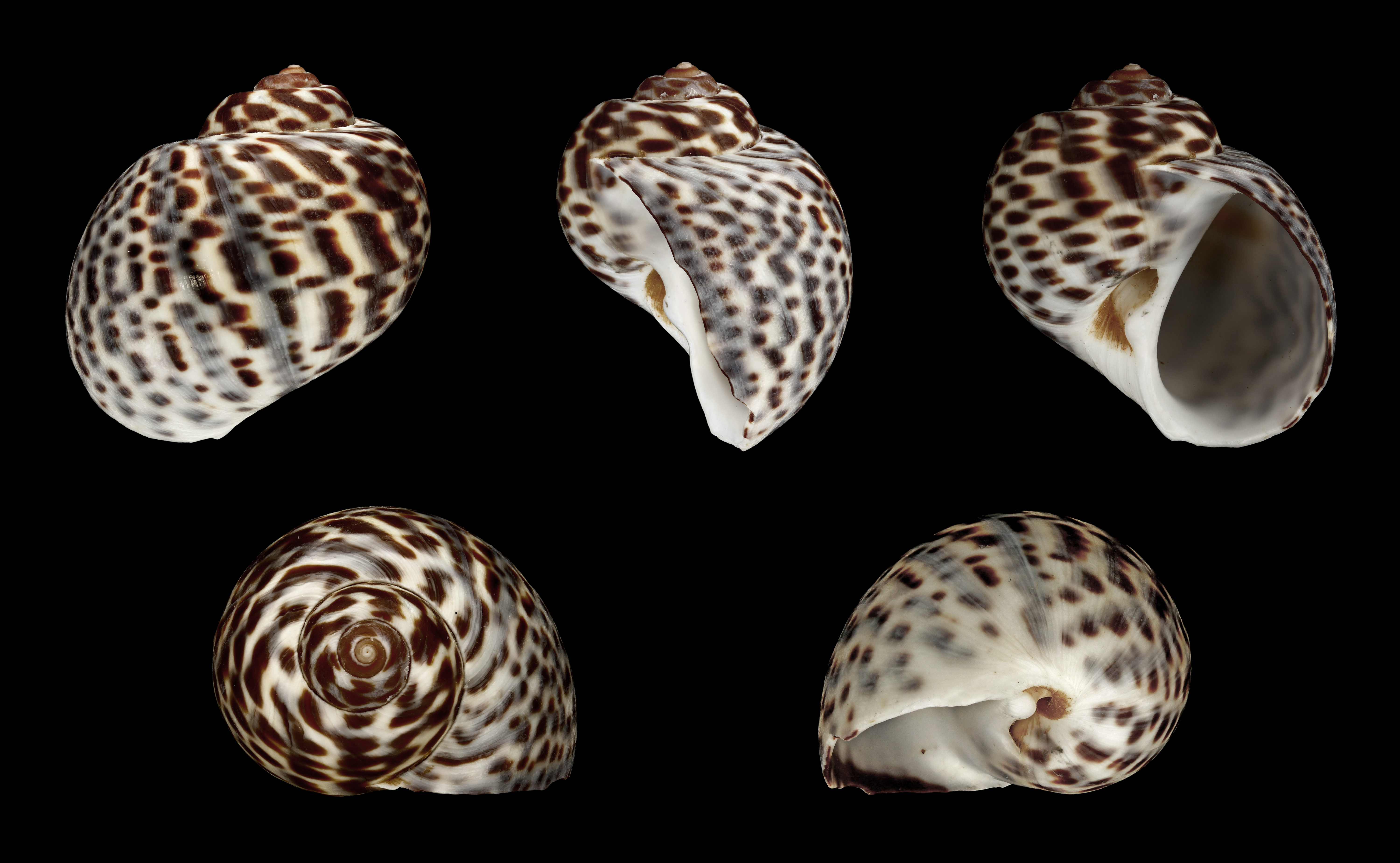
Notocochlis tigrina
Polinices tumidus
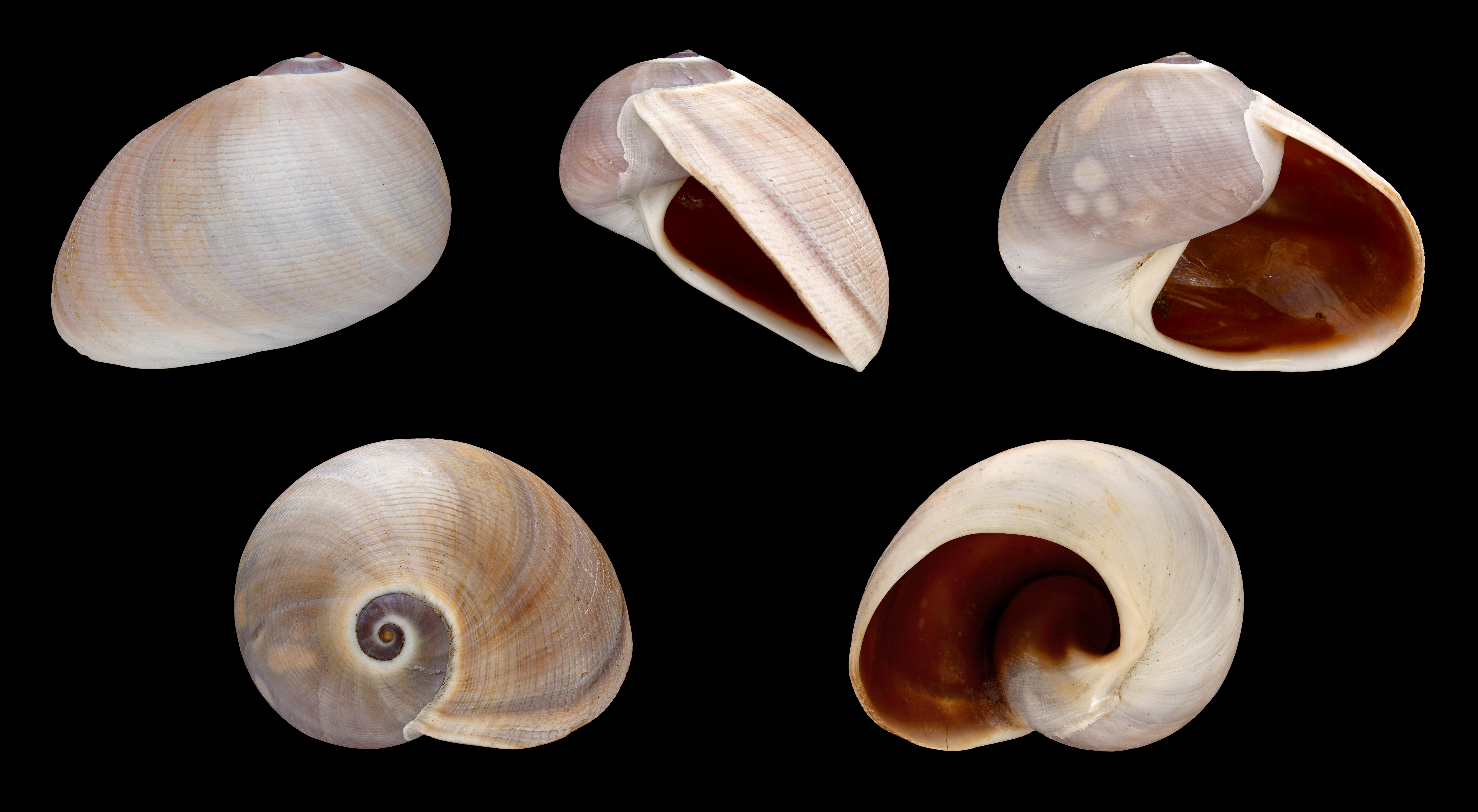
Sinum cymba
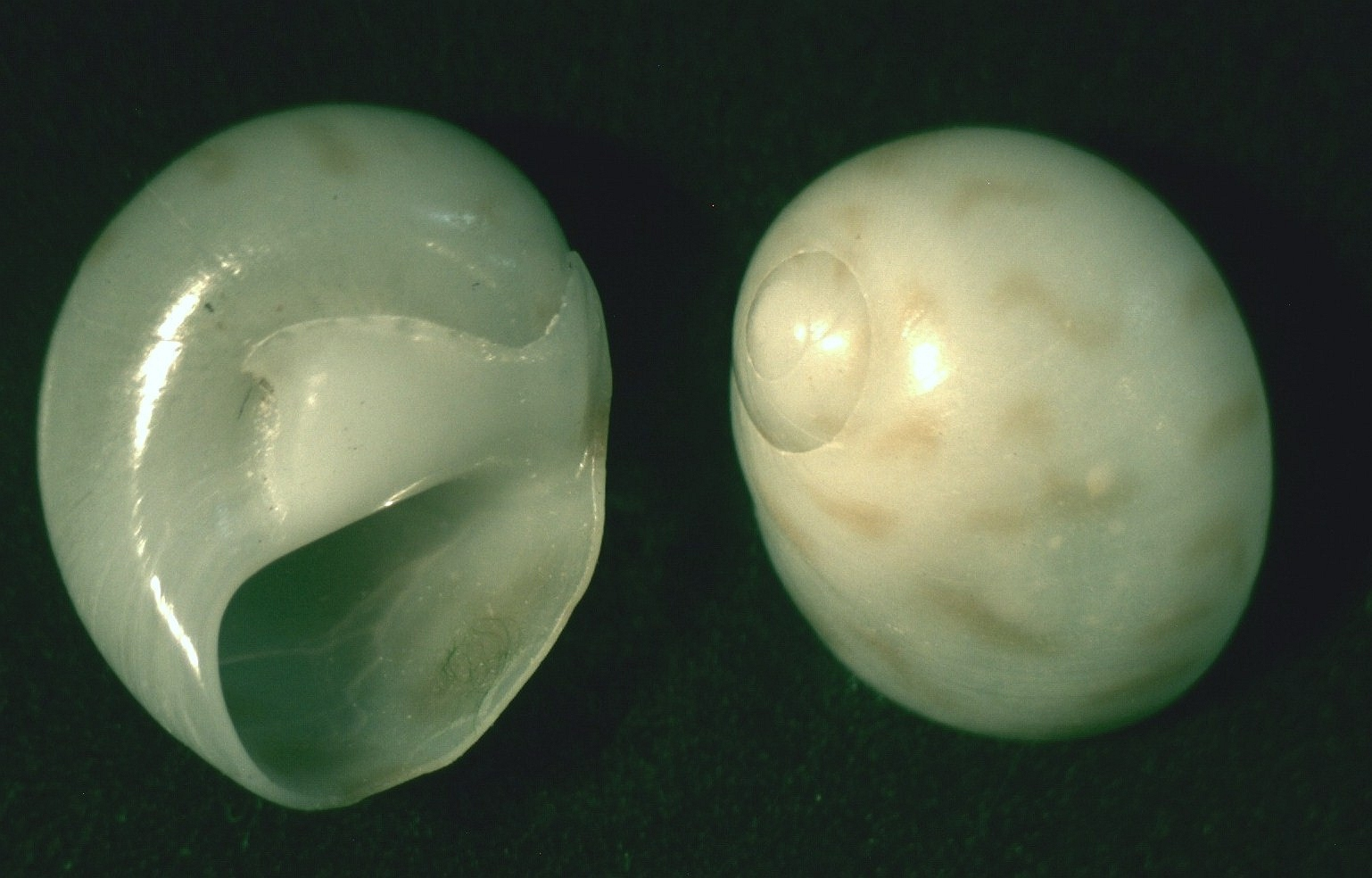
Tasmatica schoutanica
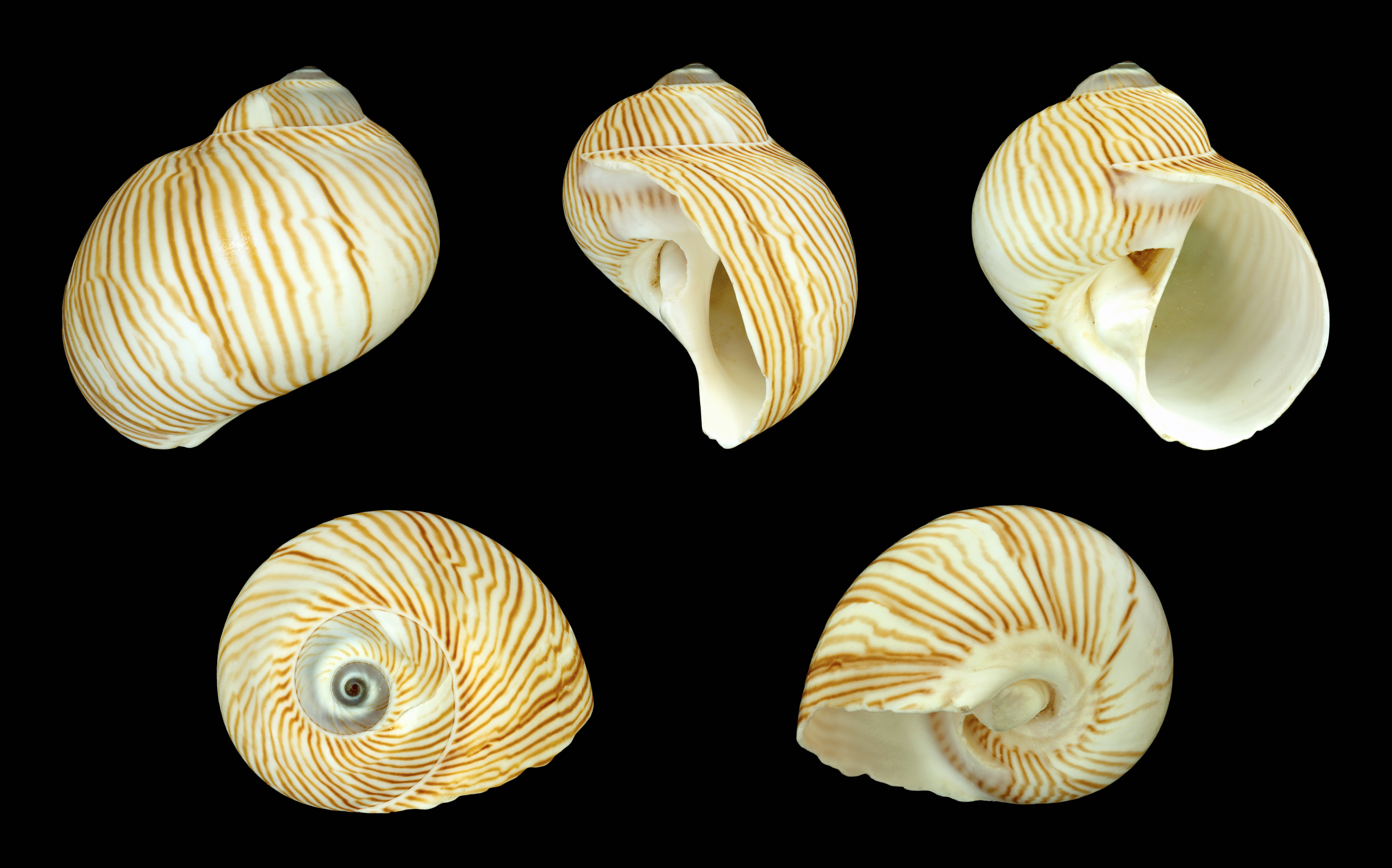
Tanea lineata

### Publication originale
- [1834] (en) Lansdowne Guilding, « Observations on Naticina and Dentalium, two genera of molluscous animals », Transactions of the Linnean Society of London, vol. 17, no 1,‎ 1834, p. 29-35, pl. 3 (lire en ligne).